# Зомбки
Зо́мбки (пол. Ząbki) — місто в центральній Польщі.
Належить до Воломінського повіту Мазовецького воєводства. 
Належить до Варшавської агломерації.

## Демографія
Демографічна структура станом на 31 березня 2011 року:
|          | Загалом | Допрацездатний вік | Працездатний вік | Постпрацездатний вік |
| -------- | ------- | ------------------ | ---------------- | -------------------- |
| Чоловіки | 13686   | 3497               | 9101             | 1088                 |
| Жінки    | 15171   | 3339               | 9533             | 2299                 |
| Разом    | 28857   | 6836               | 18634            | 3387                 |